# 蒂里格
蒂里格，是西班牙瓦伦西亚自治区卡斯特利翁省的一个市镇。总面积42平方公里，总人口549人（2001年），人口密度13人/平方公里。